# Goodnight Mommy
Goodnight Mommy ist ein US-amerikanischer Psychothriller von Regisseur Matt Sobel, der weltweit am 16. September 2022 auf Prime Video veröffentlicht wurde. Es handelt sich um ein Remake des österreichischen Horrorfilms Ich seh Ich seh (2014), in dem zwei Zwillingsjungen ihre Mutter nach einer Operation nicht wiedererkennen. Die Hauptrollen übernahmen Cameron Crovetti, Nicholas Crovetti und Naomi Watts.

## Handlung
Nach der Trennung ihrer Eltern besuchen die Zwillingsbrüder Elias und Lukas in den Ferien ihre Mutter in einem abgelegenen Landhaus. Die ehemalige Schauspielerin trägt nach einem kosmetischen Eingriff vorübergehend eine Bandage um ihren Kopf, die sie aus Scham vor ihren Kindern nicht abnehmen möchte. Von ihrer Mutter bekommen Elias und Lukas die Regeln aufgestellt, vorerst keine Freunde nach Hause mitzubringen, um ihre Regeneration nicht unnötig zu stören, und die alte Scheune niemals zu betreten. Beide widersetzen sich jedoch schon bald dem Verbot und entdecken auf dem Heuboden Blutspuren, ehe sie von ihrer Mutter Hausarrest bekommen.
Elias und Lukas fühlen sich ihrer Mutter seltsam entfremdet. Nicht nur hält sie nicht mehr viel von alten Traditionen wie dem Singen vor dem Schlafengehen, sondern zerreißt auch ein von Elias gemaltes Bild und verhält sich ihren Kindern gegenüber autoritär aggressiv. Nach einem mitgehörten Telefonat, in dem die Mutter davon sprach, das Schauspiel nicht länger aufrechterhalten zu können, kommt den Zwillingen der Verdacht, bei der Frau unter den Bandagen könnte es sich womöglich gar nicht um ihre echte Mutter handeln.
Bei Nachforschungen finden die Jungen ein altes Foto ihrer Mutter, das sie mit einer anderen Augenfarbe zeigt. Die Jungen wollen daraufhin ihren Vater kontaktieren, doch die anwesende Frau nimmt ihnen das Handy ab. Als Elias ihre Bandagen entfernen möchte, verliert sie die Beherrschung und schlägt den Jungen. Elias und Lukas fliehen daher in der Nacht aus dem Haus und kommen in einem nahegelegenen Gehöft unter. Dort werden sie am nächsten Morgen von der Polizei entdeckt, die sie befragt und schließlich wieder zu ihrem Elternhaus zurückbringt.
Die Frau hat mittlerweile ihre Bandagen entfernt und entspricht optisch dem Aussehen der Mutter der Zwillinge. Dennoch haben beide Zweifel und fesseln die Frau am nächsten Morgen ans Bett. Als die Zwillinge ihre Gefangene mit der falschen Augenfarbe konfrontieren, beharrt sie darauf, ihre echte Mutter zu sein und auf der Aufnahme für ein Fotoshooting Kontaktlinsen getragen zu haben. Auf Drängen von Lukas belügt Elias ein weiteres Mal die eintreffende Polizei und beschließt, zum Vater zurückzukehren. Die plötzlich aggressive Haltung seines Zwillingsbruders irritiert ihn jedoch, er findet die erwähnten Kontaktlinsen und befreit seine Mutter von den Fesseln.
Elias und seine Mutter suchen die Scheune auf, wo der Junge mit der Wahrheit konfrontiert werden soll. Wie sich herausstellt, hatte Elias in der Tat einen Zwillingsbruder, diesen aber einige Zeit zuvor versehentlich auf dem Heuboden erschossen. Seitdem leidet Elias unter einer psychischen Störung, die ihn Lukas als Halluzination sehen lässt. Elias will diese Realität nicht akzeptieren und stößt seine Mutter samt einer Öllampe vom Heuboden, was ihren Tod und den Brand der Scheune zur Folge hat. Vor dem in Flammen stehenden Gebäude wird Elias von Lukas und seiner Mutter in Empfang genommen, die nun fortan beide Teil seiner Einbildung sind.

## Produktion
Nachdem der Horrorthriller Ich seh Ich seh beim Österreichischen Filmpreis 2016 unter anderem als bester Spielfilm ausgezeichnet wurde und im Rahmen der Viennale auch den Wiener Filmpreis gewonnen hatte, wurde im Herbst 2018 ein englischsprachiges Remake angekündigt. Bei diesem führte der US-Amerikaner Matt Sobel Regie, der zuvor das 2015 auf dem Sundance Film Festival vorgestellte Filmdrama Take Me to the River inszenierte und auch am von Kyle Warren adaptierten Drehbuch mitwirkte. Als Produzenten waren David Kaplan für Animal Kingdom und Nicolas Brigaud-Robert sowie Valéry Guibal für Playtime tätig, während die Regisseure des Originalfilms Veronika Franz und Severin Fiala als Executive Producer fungierten.
Als Finanzierungspartner konnten die Amazon Studios gewonnen werden, die sich ebenso die weltweiten Vertriebsrechte sicherten. Die Titelrolle der mysteriösen Mutter wurde mit der zweifach oscarnominierten Schauspielerin Naomi Watts besetzt, die am Filmprojekt auch als Executive Producer mitwirkte. Für die Brüder Elias und Lukas wurden die Zwillinge Cameron und Nicholas Crovetti verpflichtet, die zuvor bereits für die Fernsehserie Big Little Lies gemeinsam vor der Kamera standen. Cameron Crovetti erlangte überdies durch seine Rolle als Ryan Butcher in der Superheldenserie The Boys größere Bekanntheit. In weiteren Nebenrollen sind Peter Hermann, Crystal Lucas-Perry und Jeremy Bobb zu sehen.
Die Dreharbeiten mit Kameramann Alexander Dynan sollten ursprünglich bereits im Herbst 2019 starten, begannen nach Produktionsverzögerungen allerdings erst im Juni 2021 in New Jersey. Sämtliche Filmaufnahmen erfolgten dabei in einem Herrenhaus in Bedminster, um die isolierte Atmosphäre des Films zu vermitteln. Bei der Arbeit mit den Crovetti-Zwillingen wurde seitens der Produktion Wert darauf gelegt, Szenen mit Watts zunächst ohne deren Gesichtsbandagen zu proben, damit die Kinderdarsteller auch düstere Szenen problemlos verarbeiten konnten.
Kameramann Alexander Dynan wollte in Zusammenarbeit mit Szenenbildnerin Mary Colston ein übertriebenes Gefühl von Unbehagen erschaffen und setzte dafür auf Dolly-Aufnahmen und Steadicams, die das Haus aus der Augenhöhe und Perspektive der Zwillinge zeigen sollte. Um das Anwesen als einen „Ort des Traumas“ zu inszenieren, setzte Colstone zeitgleich auf Grün- und Lilatöne, die dem dunklen Schlafzimmer der Mutter ein Gefühl der Krankheit verliehen. Das Kinderzimmer der Zwillinge wurde von ihr hingegen als Zufluchtsort gestaltet, wobei die blaue Wandfarbe eine warme und beruhigende Atmosphäre erzeugen sollte. Die Filmmusik komponierte der US-Amerikaner Alex Weston.
Ein Trailer wurde am 24. August 2022 veröffentlicht. Die Weltpremiere erfolgte am 14. September 2022 in New York City, ehe Goodnight Mommy zwei Tage später auf Prime Video erschien.

## Synchronisation
Die deutschsprachige Synchronisation entstand nach einem Dialogbuch von Michele Sterr und unter der Dialogregie von Joachim Kretzer bei SPEEECH Audiolingual Labs.
| Rolle        | Darsteller          | Synchronsprecher   |
| ------------ | ------------------- | ------------------ |
| Elias        | Cameron Crovetti    | Niklas Gebendorfer |
| Lukas        | Nicholas Crovetti   | Niklas Gebendorfer |
| Mutter       | Naomi Watts         | Claudia Lössl      |
| Vater        | Peter Hermann       | Tillbert Strahl    |
| Deputy Sandy | Crystal Lucas-Perry | Carin C. Tietze    |
| Deputy Gary  | Jeremy Bobb         | Joachim Kretzer    |

## Kritiken
Goodnight Mommy konnte 37 % der 68 bei Rotten Tomatoes gelisteten Kritiker überzeugen und erhielt dabei eine durchschnittliche Bewertung von 5,1 von 10 Punkten. Als zusammenfassendes Fazit zieht die Seite, auch wenn Hauptdarstellerin Naomi Watts so gut wie nie zuvor spiele, habe das Ich-seh-Ich-seh-Remake keine wirkliche Daseinsberechtigung. Bei Metacritic erhielt der Film basierend auf 17 Kritiken einen Metascore von 45 von 100 möglichen Punkten.

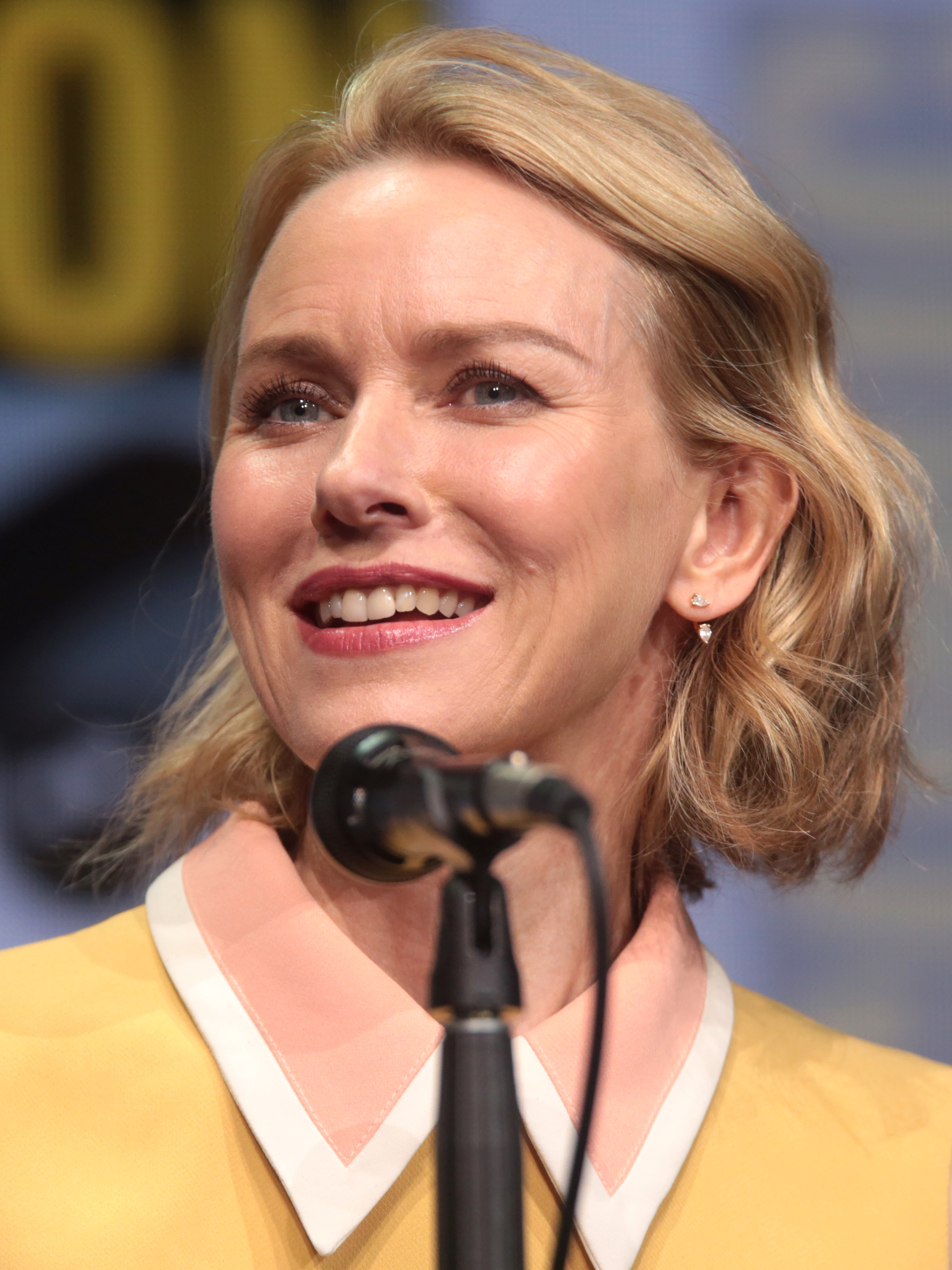
Darstellerin Naomi Watts

Wohlwollend zeigt sich Noel Murray in seiner Filmbesprechung für die Los Angeles Times, für den Naomi Watts mit Abstand das Beste am Remake des Genreklassikers Ich seh Ich seh sei. Die Hauptdarstellerin spiele großartig und fange die gleiche Mehrdeutigkeit und Angst ein, die auch schon Susanne Wuests ursprüngliche Darbietung gekennzeichnet hätten. Einige extremere Momente des Originalfilms mildere Goodnight Mommy jedoch ab und schrecke vor Gewalt und Folter eher zurück, wodurch der Film von Kenner für eine blasse, sinnlose Kopie gehalten werden könne. Insbesondere für Neueinsteiger sei das Remake aber weiterhin eine beunruhigende und verstörende Geschichte über die emotionale Kluft zwischen Eltern und ihren Kindern.
Auch Christian Zilko von IndieWire urteilt, dass Goodnight Mommy zwar weit entfernt vom Original Ich seh Ich seh, aber immer noch gruselige genug sei, um Horrorliebhaber zu unterhalten. Dem Lo-Fi-Remake gelinge es dabei, die gedämpften Erwartungen zumindest nicht zu enttäuschen, sondern eine fesselnde Geschichte ohne großen filmischen Schnickschnack zu erzählen. Regisseur Matt Sobel erzeuge eine natürliche Spannung aus der beunruhigenden Prämisse heraus, auch wenn seine Inszenierung von echtem Schrecken eher fehlschlage und die brutalsten Szenen das Publikum daran erinnern würden, wie verblasst das Remake im Vergleich zum Originalfilm sei. Dennoch punkte Goodnight Mommy mit solidem Schauspiel und einem gut strukturierten Drehbuch.
Ein enttäuschtes Fazit zieht David Rooney vom Hollywood Reporter, für den es Goodnight Mommy nicht schaffe, für sich allein zu stehen. Die mittelmäßige Streamingproduktion sei zwar gut gespielt, visuell gekonnt inszeniert und von einer ominösen Orchestermusik angetrieben, doch gleichzeitig erkläre das Drehbuch von Kyle Warren zu viel, anstatt etwas Geheimnisvolles aufrechtzuerhalten. Im Vergleich zum Original mildere Regisseur Matt Sobel zudem die Grausamkeit und eliminiere groteske Akzente, was zu einem Kammerspiel führe, das nie unter die Haut gehe. Die Spannung werde dabei einem psychologischen Drama geopfert, sodass Goodnight Mommy nicht fesseln könne und selbst die große finale Wendung vorhersehbar sei.
Benjamin Lee stellt in seiner Filmkritik für den Guardian sogar die Frage nach der Existenzberechtigung des Remakes, da sich Goddnight Mommy schwertue, irgendetwas Neues abzuliefern. Der raffinierte, aber seelenlose Film dürfte so wohl niemanden zufriedenstellen, die Regie von Matt Sobel wirke minderwertig und auch die lobenswerte Hauptdarstellerin Naomi Watts könne die lauwarme Neuverfilmung nicht retten.